# Acer tibetense
Acer tibetense é uma espécie de árvore do gênero Acer, pertencente à família Aceraceae.